# Darnell Williams
Pour les articles homonymes, voir Darnell Williams (homonymie) et Williams.
Darnell Williams est un acteur et réalisateur britannique, né le 3 mars 1955 à Londres (Royaume-Uni).

## Filmographie

### comme acteur
- 1981-2011 : La Force du destin (All My Children) (feuilleton TV) : Officier Jesse Hubbard
- 1985 : Miss Black America Pageant (TV) : Presenter
- 1989 : Sidewalk Stories : Father
- 1989 : True Blue (série télévisée) : Officer Davey Odom
- 1991 : Double identité (True Identity) : Tyler
- 1992 : Stompin' at the Savoy (TV) : Ernest
- 1993 : Boy Meets Girl
- 1993 : How U Like Me Now : Thomas
- 1993 : Short Cuts - Les Américains (Short Cuts) : Joe Robbins
- 1995 : The City (série télévisée) : Jacob Foster (1995-1997)
- 1983 : Amoureusement vôtre (Loving) (série télévisée) : Jacob Foster / Jacob Johnson (1995)
- 1997 : Strays : Keith
- 1999 : Detour : Gillette
- 2002 : Firestarter : sous l'emprise du feu (Firestarter 2: Rekindled) (TV) : Gil
- 2002 : S1m0ne : Studio Executive
- 2004 : The Breakup Artist : Fr. Williams
- 2004 : Proud : Thomas Young
- 2006 : New York, unité spéciale (saison 7, épisode 18) : Steven Stansfield
- 2012-2013:Les feux de l'amour (The Young and the Restless) (feuilleton TV): Sarge
- 2013: La Force du destin online (All My Children) (feuilleton TV): Officier Jesse Hubbard

### comme réalisateur
- 2003 : La Force du destin (All My Children (feuilleton TV)